# Parc national de la rivière Hull
Le parc national de la rivière Hull est un parc national situé au Queensland en Australie. Il est situé à 1275 km au nord-ouest de Brisbane.